# Саксмен (Аляска)
Саксмен (англ. Saxman) — місто (англ. city) в США, в окрузі Кетчикан штату Аляска. Населення — 384 особи (2020).

## Географія
Саксмен розташований за координатами 55°19′22″ пн. ш. 131°35′20″ зх. д. / 55.32278° пн. ш. 131.58889° зх. д. (55.322820, -131.588969).  За даними Бюро перепису населення США в 2010 році місто мало площу 2,53 км², уся площа — суходіл.

## Демографія
Згідно з переписом 2010 року, у місті мешкало 411 осіб у 120 домогосподарствах у складі 92 родин. Густота населення становила 163 особи/км².  Було 128 помешкань (51/км²).
Расовий склад населення:
| - 50,6 % — корінних американців - 30,4 % — білих - 0,7 % — чорних або афроамериканців - 0,5 % — азіатів - 1,0 % — осіб інших рас |

До двох чи більше рас належало 16,8 %. Частка іспаномовних становила 4,1 % від усіх жителів.
За віковим діапазоном населення розподілялося таким чином: 21,9 % — особи молодші 18 років, 66,9 % — особи у віці 18—64 років, 11,2 % — особи у віці 65 років та старші. Медіана віку мешканця становила 35,2 року. На 100 осіб жіночої статі у місті припадало 130,9 чоловіків;  на 100 жінок у віці від 18 років та старших — 137,8 чоловіків також старших 18 років.
Середній дохід на одне домашнє господарство  становив 66 707 доларів США (медіана — 46 250), а середній дохід на одну сім'ю — 78 956 доларів (медіана — 59 583). За межею бідності перебувало 15,2 % осіб, у тому числі 22,2 % дітей у віці до 18 років та 3,6 % осіб у віці 65 років та старших.
Цивільне працевлаштоване населення становило 161 особа. Основні галузі зайнятості: транспорт — 21,7 %, публічна адміністрація — 15,5 %, освіта, охорона здоров'я та соціальна допомога — 13,7 %.